# Асен Селимски
Асен Георгиев Селимски е български оперен певец, баритон, професор.
Завършва държавната консерватория през 1956 г., където е ученик на Христо Бръмбаров. Пее в Русенската народна опера от 1956 до 1960 година. От 1960 година става член на националната опера в София, където остава в продължение на 20 години. Пял е и на международна сцена в Англия, Испания, Белгия и почти всички страни от бившия социалистически блок.
Репертоарът му включва:
- Фигаро в „Севилският бръснар“ от Джоакино Росини,
- Евгений Онегин в едноименната опера от Пьотр Чайковски,
- Силвио в „Палячо“ от Руджеро Леонкавало,
- Венецианският гост в „Садко“ от Николай Римски-Корсаков
- Учителят Терзиев в „Антигона 43“ от Любомир Пипков,
- Нягул в „Албена“ от Парашкев Хаджиев и др.

След приключване на певческата си кариера се занимава с обучението на млади оперни певци в БДК.
Удостоен е със званието народен артист през 1982 г.
Асен Селимски умира на 9 август 2023 г. в София.